# Dumas (Arkansas)
Dumas és una població dels Estats Units a l'estat d'Arkansas. Segons el cens del 2000 tenia 5.238 habitants.

## Demografia
Segons el cens del 2000, Dumas tenia 5.238 habitants, 1.977 habitatges, i 1.399 famílies. La densitat de població era de 683,2 habitants/km².
Dels 1.977 habitatges en un 36,4% hi vivien nens de menys de 18 anys, en un 43,9% hi vivien parelles casades, en un 23,4% dones solteres, i en un 29,2% no eren unitats familiars. En el 27,4% dels habitatges hi vivien persones soles el 12,9% de les quals corresponia a persones de 65 anys o més que vivien soles. El nombre mitjà de persones vivint en cada habitatge era de 2,63 i el nombre mitjà de persones que vivien en cada família era de 3,19.
Per edats la població es repartia de la següent manera: un 30,1% tenia menys de 18 anys, un 10,7% entre 18 i 24, un 24,9% entre 25 i 44, un 21,2% de 45 a 60 i un 13,1% 65 anys o més.
L'edat mediana era de 33 anys. Per cada 100 dones de 18 o més anys hi havia 78,3 homes.
La renda mediana per habitatge era de 25.754 $ i la renda mediana per família de 32.255 $. Els homes tenien una renda mediana de 28.396 $ mentre que les dones 19.363 $. La renda per capita de la població era de 12.727 $. Entorn del 22,6% de les famílies i el 28,8% de la població estaven per davall del llindar de pobresa.

## Poblacions més properes
El següent diagrama mostra les poblacions més properes.